# Lau (provincie)
Lau is een van de veertien provincies van Fiji, in de divisie Eastern. Het beslaat de Lau en Moala-eilanden. De provincie heeft een oppervlakte van 487 km² en had in 1996 12.211 inwoners. De hoofdstad is Tubou.
Divisies: Central · Eastern · Northern · Western

Provincies: Ba · Bua · Cakaudrove · Kadavu · Lau · Lomaiviti · Macuata · Nadroga-Navosa · Namosi · Naitasiri · Ra · Rewa · Serua · Tailevu

Dependency: Rotuma